# Lorencowe Skałki

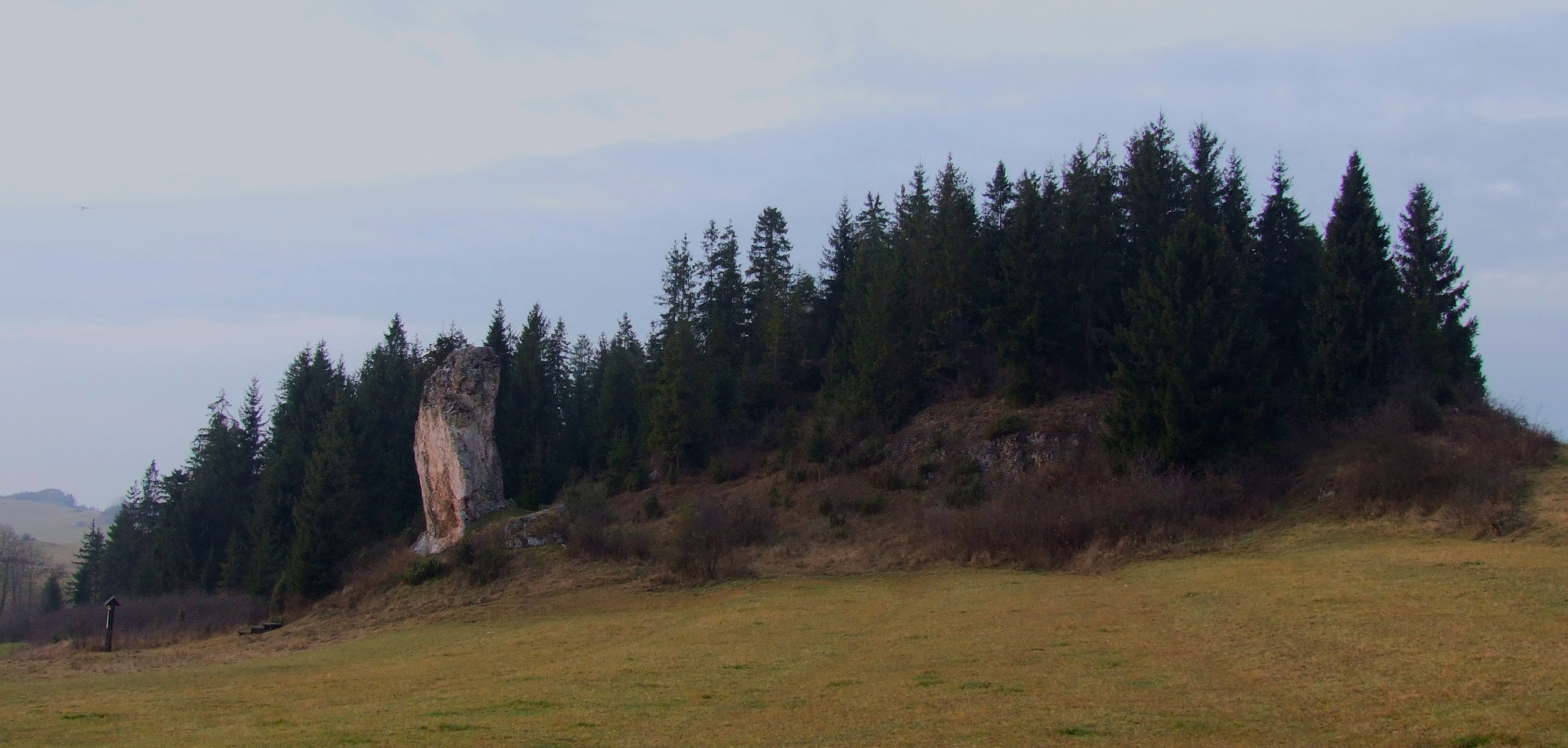
Lorencowe Skałki

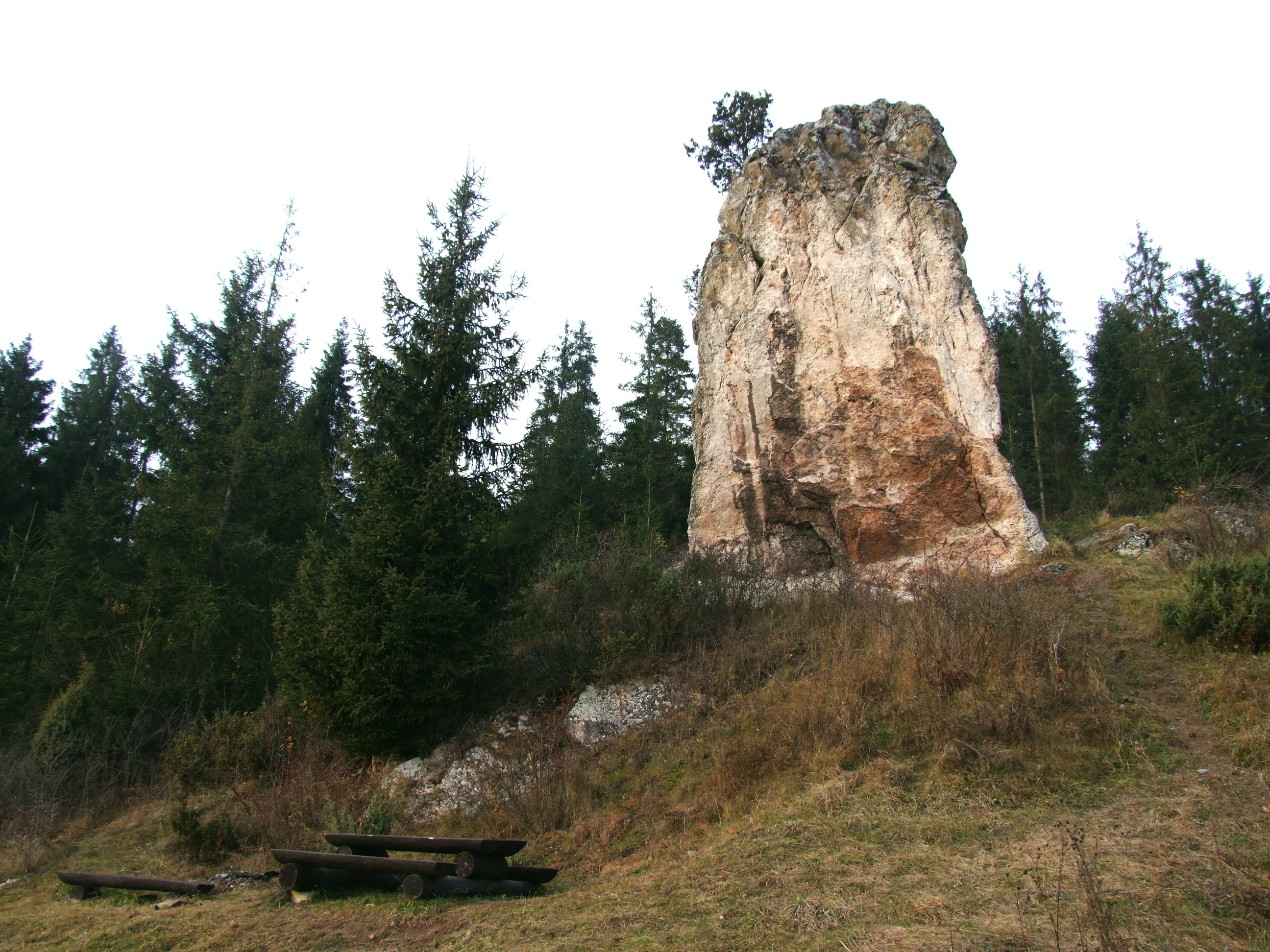
Gęśle

Lorencowe Skałki, Lorencowa Skałka, Lorencowa Skała – skałki w grupie wschodniej Skałek Dursztyńskich w Pieninach Spiskich. Znajdują się po wschodniej stronie Dursztyńskiego Potoku, który w tym miejscu tworzy przełom na drugą stronę grzbietu Skałek Dursztyńskich. Po wschodniej stronie Lorenzowych skałek znajduje się oddzielona pasem łąki Borsukowa Skała, po zachodniej (za potokiem) Rafaczowe Skałki. Wśród łąk, w południowo-wschodnim kierunku znajduje się jeszcze niezaznaczana na mapach Snoborcyna Skała.
Nazwa Lorencowych Skałek pochodzi od nazwiska.
Przez długi czas eksploatowano tutaj na potrzeby lokalnego budownictwa wapienie, co doprowadziło do znacznego zniszczenia tych skał. Zbudowane są ze skał osadowych – wapieni serii czorsztyńskiej, niedzickiej i czertezickiej. Są to różnego rodzaju skały: białe i czerwone wapienie krynoidowe, organogeniczne wapienie czerwone, białe wapienie kalpionellowe, białe i czerwone muszlowce, wapienie detrytyczne, białe i różowe wapienie z Globochaete, brekcje sedymentacyjne, rogowce z Lorencowych i inne.
Lorenzowe skałki znajdują się w granicach wsi Krempachy województwie małopolskim, w powiecie nowotarskim, w gminie Nowy Targ. Grzbiet Lorencowych skałek jest porosnięty lasem, prowadzi na niego nieznakowana ścieżka. Wyróżniają się dwie skały: masywne Basy oraz widoczne z daleka, znajdujące się u podnóża grzbietu Gęśle, przy których znajduje się ławka i tablica informacyjna. Mająca kształt maczugi skała Gęśle jest unikatowa w skali całych Pienin. Jej nazwa pochodzi od gęśli – ludowych instrumentów muzycznych. Znajduje się na niej jedna droga wspinaczkowa, ale skała jest pomnikiem przyrody.

## Szlaki turystyczne
– czerwony szlak rowerowy. Odcinek z Krempach do Dursztyna.